# Matthew Arnold
Matthew Arnold (n. 24 decembrie 1822, Laleham⁠(d), Spelthorne, Anglia, Regatul Unit al Marii Britanii și Irlandei – d. 15 aprilie 1888, Liverpool, Anglia, Regatul Unit al Marii Britanii și Irlandei) a fost poet și critic literar englez.
Fiul pedagogului Thomas Arnold. A urmat cursurile Universității Oxford.

## Opera
- 1849: Petrecărețul rătăcit ("The Strayed Reveller");
- 1852: Empedocle pe Etna ("Empedocles on Etna");
- 1861: Traducând pe Homer ("On Translating Homer");
- 1865 - 1888: Eseuri critice ("Essais in criticism");
- 1867: Poeme noi ("New Poems");
- 1869: Cultură și anarhie ("Culture and Anarchy");
- 1873: Literatură și dogmă ("Literature and Dogma").